# Gongronema
Gongronema là chi thực vật có hoa trong họ Apocynaceae.
Chi này phân bố từ tiểu lục địa Ấn Độ tới miền nam Trung Quốc và tây Malesia.

## Các loài
- Gongronema bracteolatum King & Gamble, 1908 - Malaysia bán đảo (Perak).
- Gongronema curtisii King & Gamble, 1908 - Malaysia bán đảo.
- Gongronema filipes Kerr, 1939 - Miền bắc Thái Lan.
- Gongronema gaudichaudii Warb., 1907 - Việt Nam.
- Gongronema multibracteolatum P.T.Li & X.M.Wang, 1987 - Trung Quốc (Quý Châu).
- Gongronema nepalense (Wall.) Decne., 1844 - Himalaya tới miền nam Trung Quốc. Nguôn bản.
- Gongronema thomsonii (Hook.f.) K.M.Matthew, 1979 - Sikkim tới Darjiling.
- Gongronema ventricosum Hook.f., 1883 - Bhutan tới Assam.
  - Gongronema ventricosum var. bhutanicum H.Hara, 1970
  - Gongronema ventricosum var. ventricosum
- Gongronema wallichii (Wight) Decne., 1844 - Nepal, Malaysia bán đảo, Borneo.
- Gongronema wrayi King & Gamble, 1908 - Malaysia bán đảo (Perak).